# 영주동부초등학교
영주동부초등학교는 대한민국 경상북도 영주시 휴천동에 있는 공립 초등학교이다.

## 학교 연혁
- 1940년 6월 1일 영주동부공립심상소학교 개교
- 1941년 4월 1일 영주동부공립국민학교 개칭
- 1981년 3월 1일 병설유치원 개원
- 1983년 3월 1일 특수학급 설치 인가
- 1994년 3월 1일 운문국민학교 폐교로 통폐합
- 1996년 3월 1일 영주동부초등학교로 개칭
- 2022년 1월 4일 제77회 졸업식 (총 졸업생수 17,972명)
- 2022년 3월 1일 24학급(특수 1학급 포함), 유치원 3학급 편성
- 2022년 9월 1일 제34대 안경도 교장 부임
- 2023년 1월 5일 제78회 졸업식 (총 18,094명)

## 학교 상징
- 교화 : 장미 - 아름다운 모습, 곧은 절개, 개척 정신
- 교목 : 전나무 - 늘 푸른 마음, 고상한 품성, 무궁한 발전

## 참고 자료
- 영주동부초등학교 - 한국교육학술정보원 학교알리미